# Rainer von Vielen (Band)
Rainer von Vielen ist eine deutsche Alternative-Band aus Kempten (Allgäu). Die Band besteht aus dem Namensgeber Rainer von Vielen sowie aus Mitsch Oko, Dan le Tard und Jürgen Schlachter.

## Geschichte
2003 ging die Band Rainer von Vielen aus dem gleichnamigen Soloprojekt des Sängers Rainer von Vielen alias Rainer Hartmann hervor. Den ersten gemeinsamen Auftritt absolvierten die Musiker an Weihnachten 2003 im Club Sonneck in Kleinweilerhofen. Grundlage des Programms bildeten die Solo-Veröffentlichungen des Sängers.
Nach dem Gewinn des Protestsongcontests des österreichischen Radiosenders FM4 im Wiener Rabenhof-Theater 2005 wurden die Live-Aktivitäten verstärkt. Zuerst wurden die Konzerte in der Duo-Formation (Schlagzeug und Gesang) gespielt, später wurde die Vierer-Formation zur Standardbesetzung. Das selbstbetitelte Album Rainer von Vielen erschien Ende 2005 auf dem eigenen Label Ebenso Musik.
Nach dem Abschluss ihrer Studien zogen Hartmann und Schönmetzer in eine Wohngemeinschaft auf einem Bauernhof im Allgäu, um von dort aus die Geschicke der Band zu führen. Neben zahlreichen Club- und Festivalauftritten traten die Musiker als Unterstützer und Teil der Liveband mit Anne Clark im In- und Ausland auf.
Das politische Engagement bei Attac führte die Band 2007 auf den G8-Gipfel in Heiligendamm. Der Titel Tanz Deine Revolution wurde auf den Soli-Sampler Move against G8 aufgenommen. Mit dem tibetanischen Mönch Ven Bagdro wurde ein Liveauftritt auf dem Fusion Festival 2007 bestritten und Gesangsspuren für das kommende Album aufgenommen.
Das Berliner Label Motor Music nahm die Band 2008 unter Vertrag und veröffentlichte unter dem Titel Kauz das nächste Studioalbum. Das Video zum gemeinsam mit And.Ypsilon (Die Fantastischen Vier) geschriebenen Lied Plan X gewann 2009 auf dem Sehsüchte-Festival in Potsdam den ersten Platz.
Die dichte Folge der Konzerte Rainer von Vielens zog eine Trennung von Anne Clark nach sich. Im August 2009 wurde das letzte gemeinsame Konzert gespielt. 2010 wurde das Album Milch & Honig veröffentlicht. Das Video der Single Mein Block wurde zum YouTube-Hit und auf MTV gezeigt. Die vielen Konzerte der Band spiegeln sich in dem 2012 veröffentlichten Album Live den Lebenden wider, das die besten Aufnahmen der letzten Touren enthält. Gemeinsame Konzerte mit dem ethnographischen Team Yugra Mary Voldina führte die Band 2012 bis nach Sibirien.
Es folgte ein Engagement der Band am Staatstheater Hannover. Zusammen mit dem Intendanten des Jungen Schauspiels Hannover, Florian Fiedler (Regie) wurde das Theaterstück Mythen der Freiheit geschrieben, vertont und aufgeführt. Das Bühnenwerk hinterfragt das Schubladendenken zum Thema Freiheit und tritt für einen verantwortungsvollen Umgang mit Mensch und Umwelt ein.
Am 31. Januar 2014 erschien ihr fünftes, von Jürgen Schlachter (Kinderzimmer Productions) abgemischtes und von And.Ypsilon endbearbeitetes Studioalbum Erden.
Im September 2014 verließ Niko Lai die Band. Neuer Schlagzeuger wurde Sebastian Schwab.
Im Frühjahr 2015 machte die Band die Musik für Florian Fiedlers Inszenierung von Dürrenmatts Der Besuch der alten Dame am Theater Basel. In der Zeit dieser Theaterarbeit schrieb die Band drei Stücke (Unschuld vom Land, Herz auf Hand, Aneinander Rauschen), die sie mit auf ihr sechstes Album Überall Chaos nahmen, das am 3. Februar 2017 erschienen ist. Bereits im Sommer 2016 veröffentlichten Rainer von Vielen das Video zur Single Wir kümmern uns zur Musik von We care a lot – einem Welthit ihrer Jugendhelden Faith No More. Am 2. Dezember 2016 folgte der Release der Single Divan.
Im September 2019 verließ Sebastian Schwab die Band, um sich intensiver seinen anderen Projekten widmen zu können. Seinen Platz am Schlagzeug übernahm zunächst interimistisch Jürgen Schlachter, um schließlich fixes Bandmitglied zu werden.
Am 11. November 2020 veröffentlichten Rainer von Vielen Alle Faschos werden untergehn, ihre Interpretation von Woody Guthries Song All You Fascists Bound to Lose.

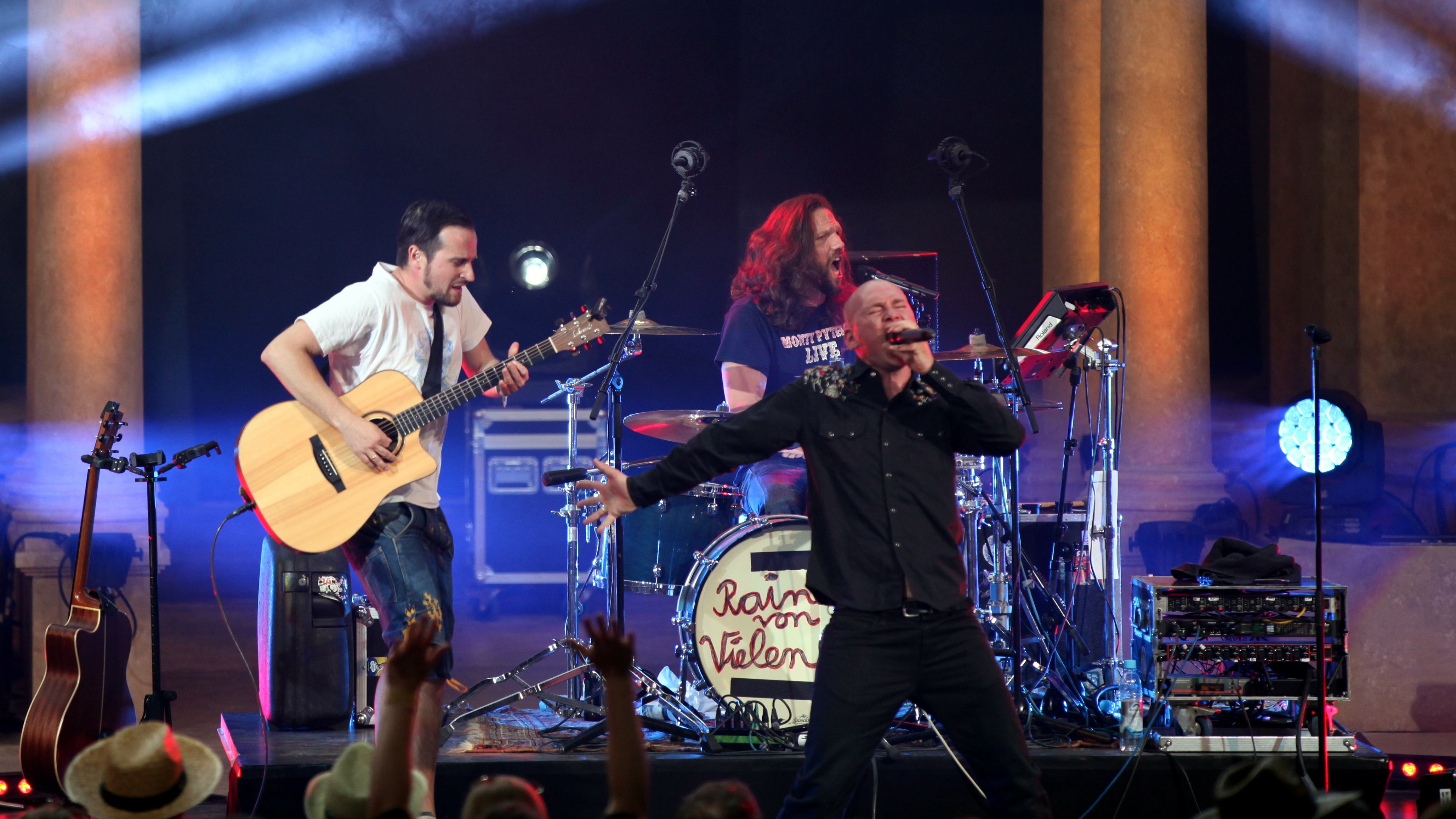
Rainer von Vielen mit Band
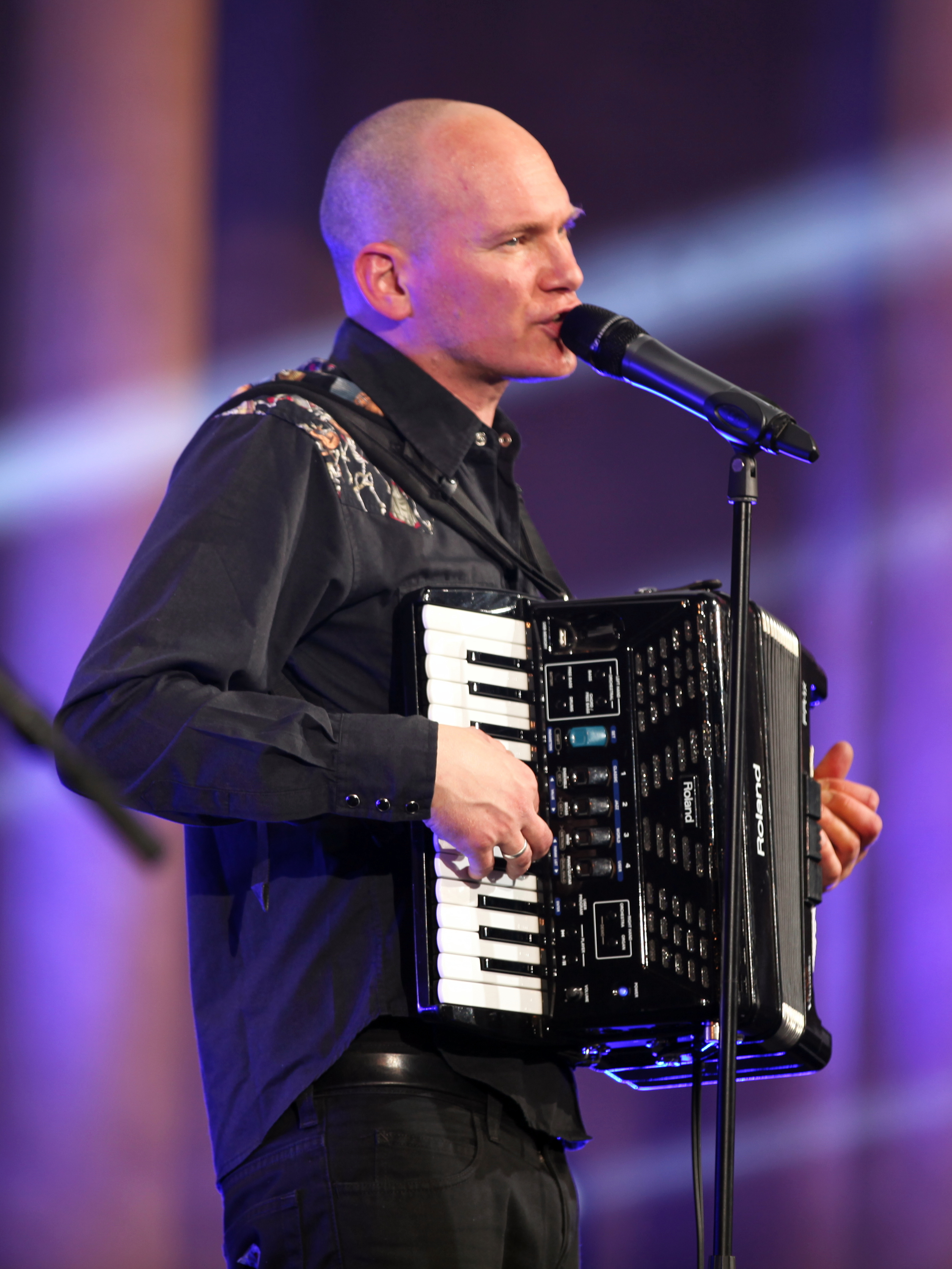
Rainer von Vielen
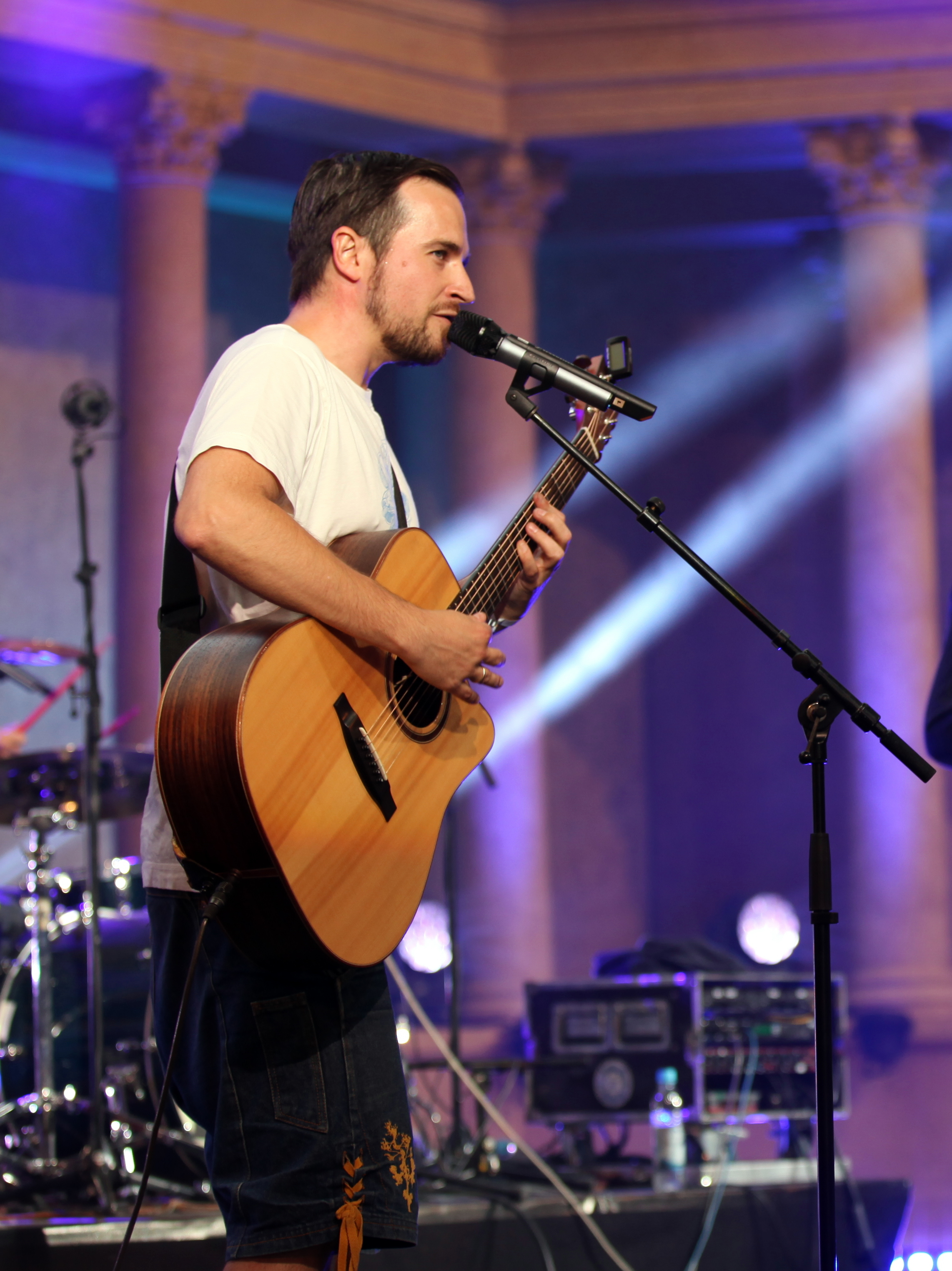
Mitsch Oko

## Diskografie
Alben
- 2005: Rainer von Vielen (Ebenso Musik)
- 2008: Kauz (Motor Music)
- 2010: Milch & Honig (Motor Music)
- 2012: Live den Lebenden (Motor Music)
- 2014: Erden (Motor Entertainment)
- 2017: Überall Chaos (Motor Entertainment)
- 2019: Alles mit Allem (36Music)

## Nebenprojekte
- In der Spielzeit 2012/13 führte die Band am Schauspiel Hannover das Theaterstück Mythen der Freiheit auf.
- Sänger Rainer von Vielen ist Mitglied der Weltmusik-Percussiongruppe Orange.[7]
- Der ehemalige Schlagzeuger Niko Lai spielte bei dem Akustik-Duo Floating Stone.[8]
- Rainer von Vielens Electro-Soloprojekt heißt Jacques Boom.
- Rainer von Vielens Ambient/Trip-Hop-Soloprojekt heißt Oriom.